# چارکیا
چارکیا (به لاتین: Charkeia) یک منطقهٔ مسکونی در قبرس شمالی است که در Girne District واقع شده‌است.